# Chromis alpha
Chromis alpha е вид бодлоперка от семейство Pomacentridae. Видът не е застрашен от изчезване.

## Разпространение и местообитание
Разпространен е в Австралия, Американска Самоа, Вануату, Гуам, Индонезия, Кокосови острови, Маршалови острови, Микронезия, Нова Каледония, Остров Рождество, Палау, Папуа Нова Гвинея, Самоа, Северни Мариански острови, Соломонови острови, Тонга, Фиджи, Филипини и Френска Полинезия.
Обитава пясъчните дъна на океани, морета и рифове. Среща се на дълбочина от 12 до 39,7 m, при температура на водата от 28,3 до 28,9 °C и соленост 34,3 – 35,1 ‰.

## Описание
На дължина достигат до 8,5 cm.
Популацията на вида е стабилна.